# Ali Ahmad Said

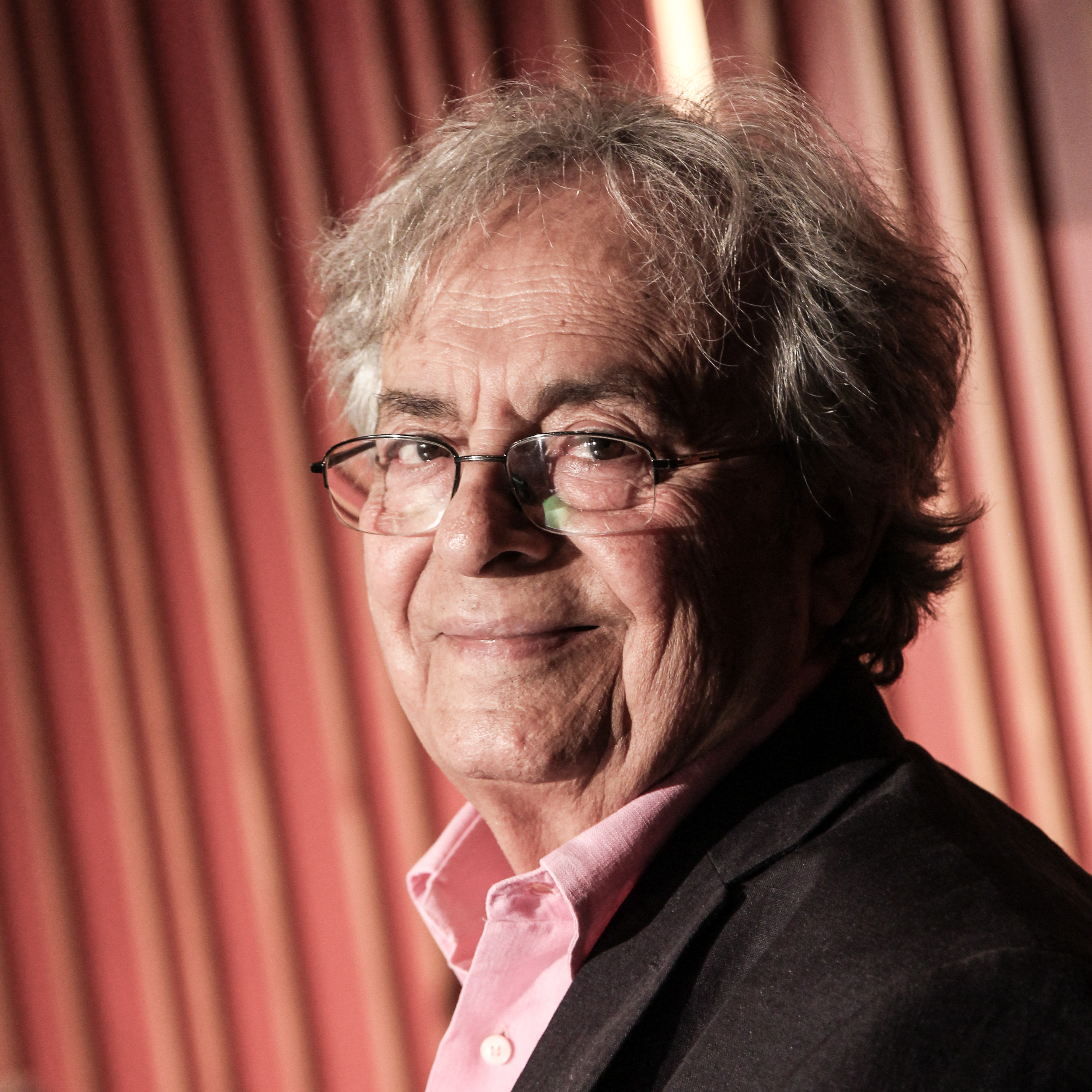
Adonis (2015)

Ali Ahmad Said Esber (* 1. Januar 1930 in Qassabin bei Latakia in Nordsyrien als Ali Ahmad Esber; arabisch علي أحمد سعيد, DMG ʿAlī Aḥmad Saʿīd), der unter seinem Künstlernamen Adonis (أدونيس) auf Arabisch und Französisch veröffentlicht, ist ein syrischer Lyriker und Intellektueller. Seine Gedichte zählen zu den bekanntesten Werken der zeitgenössischen arabischen Lyrik.

## Leben
Said wurde in Qassabin als Sohn einer alawitischen Familie in Nordsyrien geboren. Er schloss nach dem Besuch eines französischsprachigen Lycées in Tartus 1954 sein Studium der Philosophie an der syrischen Universität Damaskus ab.
1955 wurde er wegen seiner Mitgliedschaft in der Syrischen Sozial-Nationalistischen Partei (SSNP) ein halbes Jahr inhaftiert. Danach ließ er sich mit seiner Frau im Libanon nieder, wo er 1957 zusammen mit Yusuf al-Khal und anderen renommierten Schriftstellern die avantgardistische Literaturzeitschrift Schi'r („Poesie“) herausgab, mit der gegen die formale Strenge und althergebrachte Monotonie der Dichtkunst ihres Kulturkreises demonstriert wurde. 1960 nahm er die libanesische Staatsbürgerschaft an. Im selben Jahr entstand sein Gedichtband Die Gesänge Mihâyrs des Damaszeners, der heute als Beginn der Moderne in der arabischen Lyrik angesehen wird. 1973 graduierte er an der Université Saint-Joseph in Beirut. In den folgenden Jahren lehrte er trotz des beginnenden Libanesischen Bürgerkriegs sowohl an der Université Saint-Joseph als auch an der staatlichen Université Libanaise in Beirut. Seit 1985 lebt er im Exil im Pariser Stadtviertel La Défense. In den akademischen Jahren 1998/1999 und 2001/2002 war Adonis Fellow am Wissenschaftskolleg zu Berlin; in dieser Zeit arbeitete er an dem Gedichtzyklus Al Kitab (das Buch).
Durch Rückgriff auf klassische arabische Dichter, die oftmals keine Tabus kannten und kritisch gegenüber der Religion waren, versucht er, diese Offenheit neu zu beleben. Neben seinen Gedichten erregte er durch seine kritischen Essays immer wieder Aufsehen in der arabischen Welt.
In einem Interview mit der Wochenzeitung Die Zeit im Dezember 2014 resümierte der 84-Jährige über den gegenwärtigen Zustand der arabischen Welt. Er sei verzweifelt darüber, dass sein Lebenstraum, die Trennung von Religion und Staat einerseits und die Gleichberechtigung der Frauen in der arabischen Welt andererseits, nicht in Erfüllung gegangen sei. Beides sei Voraussetzung für die Entwicklung einer modernen Gesellschaft. Eine wirklich moderne arabische Gesellschaft habe es nie gegeben, die arabischen Staaten seien im Grunde genommen bis heute Stammesgesellschaften. Die sogenannte arabische Modernisierung sei eine ganz oberflächliche Nachahmung westlicher Lebensstile gewesen. Der arabische Mensch sei noch nicht geboren, er existiere noch nicht. Hinzu käme, dass der Westen durch seine Unterstützung reaktionärer Regime wie in Saudi-Arabien und Katar eine Modernisierung verhindere und im Grunde genommen auch den so genannten „Islamischen Staat“ hervorgebracht habe, indem er Waffen an Mudschaheddin und andere Gruppen geliefert habe. Auch Israel sei ein religiöser Staat. Der Westen sei nicht wirklich an einer Beseitigung des militanten Islamismus interessiert.
Die Verleihung des Erich-Maria-Remarque-Friedenspreises an Said im Jahr 2015 stieß wegen seiner Stellungnahmen zum syrischen Bürgerkrieg auf heftige Kritik. Navid Kermani lehnte es ab, eine Laudatio auf ihn zu halten. Auch Stefan Weidner, der Übersetzer seiner Werke, hielt die Entscheidung für falsch. Der syrische Philosoph Sadiq al-Azm schrieb für die FAZ eine detaillierte Kritik an Saids „obskurantistischer Prosa“, an seiner politischen Haltung zum Assad-Regime und zum Schweigen zur Fatwa gegen Salman Rushdie. Sigrid Löffler kommentierte: „Adonis als Träger des Remarque-Friedenspreises ist und bleibt ein peinlicher Fehlgriff“.

## Werke in deutscher Übersetzung
- Die Gesänge Mihâyrs des Damaszeners, Gedichte 1958–1965. aus dem Arabischen übersetzt und herausgegeben von Stefan Weidner. Ammann Verlag, 1998.
- Ein Grab für New York, Gedichte 1965–1971. aus dem Arabischen übersetzt und herausgegeben von Stefan Weidner. Ammann Verlag, Zürich 2004, ISBN 3-250-10477-9.
- Kultur und Demokratie. Essays. Oberbaumverlag, 2001.
- Revolte in der arabischen Dichtung. Essays. Oberbaumverlag, 1997.
- Gebet und Schwert. Essays. Oberbaumverlag, 1994.
- Dichtung und Wüste. Essays. Oberbaumverlag, 1994.
- Unter dem Licht der Zeit. Briefwechsel mit Dimitri T. Analis. aus dem Französischen übersetzt von Peter Handke. Jung und Jung Verlag, 2001.
- Der Baum des Orients. Aus dem Arabischen von Suleman Taufiq, Vorwort von As'ad Khairallah. Edition Orient, 1989, ISBN 3-922825-36-2.
- Verwandlungen eines Liebenden. S. Fischer Verlag. Frankfurt am Main 2011, ISBN 978-3-10-000631-8.
- "Wortgesang". Von der Dichtung zur Revolution. aus dem Arabischen von Rafael Sanchez, hrsg. und mit einem Vorwort von Stefan Weidner. S. Fischer, Frankfurt am Main 2012, ISBN 978-3-10-000630-1.
- Der Wald der Liebe in uns. Liebesgedichte. aus dem Französischen von Ingeborg Waldinger. Verlag Jung und Jung, Salzburg 2013, ISBN 978-3-99027-036-3.[8]

## Auszeichnungen
- 1997: Kommandeur des Ordre des Arts et des Lettres[9]
- 2001: Goethe-Medaille
- 2003: „Ehrengast“ des Premio Laudomia Bonanni[10]
- 2005: Premio internazionale di poesia Gabriele d'Annunzio
- 2011: Goethepreis der Stadt Frankfurt am Main[11]
- 2013: Petrarca-Preis[12]
- 2015: Erich-Maria-Remarque-Friedenspreis der Stadt Osnabrück[13]

## Ausstellungen
- 2015: «A», Une exposition présentant l’œvre visuelle du poète Adonis. Galerie Azzedine Alaïa, Paris.[14]
- 2020: Adonis “Vom Wort zum Bild”. Galerie Pankow, Berlin